# Østjyske længdebane
Den Østjyske længdebane är en statsägd järnväg som går mellan Padborg i Region Syddanmark, vid gränsen till Tyskland, och Frederikshavn i Region Nordjylland i Danmark. Den ingår i det danska stambanenätet (hovedbanenätet).

## Banstandard
Banan har olika standard på olika sträckor. Den är i huvudsak dubbelspårig och elektrifierad Padborg-Kolding. Den tillåter olika högsta hastighet: 180 km/h Vejle-Århus och Tinglev-Vojens, 120 km/h Hobro-Frederikshavn och oftast 160 km/h i övrigt. Persontrafiken går mest med dieseltåg även söder om Kolding, eftersom förbindelsen mot Århus inte är elektrifierad. Godstrafiken går ofta med eltåg om de ska via Stora Bält och Tyskland.

## Trafik
- Expresståg, kallade Lyntog ("blixttåg"), på sträckan Köpenhamn-Fredericia-Århus-Ålborg. De går varje timme.
- Intercitytåg Köpenhamn-Fredericia-Århus-Ålborg som stannar på fler stationer än Lyntogen. De går också varje timme.
- Tåg Köpenhamn-Fredericia-Tinglev-Sønderborg och Fredericia-Tinglev-Padborg och Ålborg-Frederikshavn.
- Nattåg sommartid med enbart sittvagnar från Köpenhamn till Hamburg, som stannar endast i Kolding på den Østjyske længdebane.[1]

En vanligt förekommande tågtyp är IC3. På sträckan Ålborg-Frederikshavn infördes 2018 det nya signalsystemet ERTMS, som kräver särskilt anpassade tåg. Anpassningen är svår att göra på äldre tåg. Av detta skäl trafikeras sträckan numera endast av regionala LINT-tåg.

## Historik
Banan invigdes på sträckan Fredericia–Farris 1866. Farris ligger 15 kilometer från Kolding, vid den dåvarande gränsen mot Tyskland. Det innebar att det fanns tågförbindelse (färjor över Bälten) mellan Köpenhamn och Tyskland, och banan på den tyska sidan (Farris-Padborg) var också klar 1866.
Järnvägen norrut byggdes i etapper. Århus nåddes 1868. Bana Århus–Randers fanns sedan 1862. Ålborg nåddes 1869 och Frederikshavn 1871.
Elektrifiering utfördes mellan Padborg och Kolding i slutet av 1990-talet för den internationella godstrafikens skull. Man hade planerat elektrifiera också Fredericia-Århus, men valde 1999 att avstå, då det inte ansågs värt kostnaden. Denna sträckan planeras elektrifieras under 2020-talet och senare också sträckan till Ålborg.
[uppföljning saknas]

## Framtid
Under 2020-talet ska hela sträckan Århus–Ålborg elektrifieras.